# Sona (taal)
Sona is een internationale hulptaal, die werd gebouwd door Kenneth Searight en in 1935 door hem werd beschreven in zijn boek Sona: an auxiliary neutral language.

## Geschiedenis
Arthur Kenneth Searight (1883-1957) was een Engels militair, die een groot deel van zijn leven doorbracht in India, het Midden-Oosten en Italië. Daar ontwikkelde hij een belangstelling voor taalkunde en raakte hij vertrouwd met verschillende Aziatische talen en culturen. Rond 1915 begon hij te werken aan een eigen kunsttaal, het Sona.
Het Sona was Searights antwoord op het eurocentrisme van andere internationale hulptalen die in zijn tijd furore maakten, zoals het Esperanto, het Ido en het Novial. Searight noemde deze talen een "monotone reeks van hybride Teuto-Romaanse talen, die eruitzien als een soort afgetakeld Latijn, besprenkeld met verkeerd gespeld Engels en Duits". In plaats daarvan wilde hij een taal maken die de sprekers van geen enkele taal zou bevoordelen boven die van andere, maar die tegelijkertijd ook minder onpraktisch zou zijn dan a priori-talen als het Solresol en het Ro. Aldus offerde hij het idee van een vertrouwd aandoende grammatica en woordenschat op aan een hogere mate van "universaliteit", zonder daarbij echter afstand te doen van naturalistische principes als het bouwen van nieuwe woorden door middel van samenstelling. Het resultaat was een eclectische, maar ook regelmatige en logische taal, waarvoor Searight zijn inspiratie putte uit verschillende talen, met name het Engels, het Arabisch, het Perzisch, het Russisch, het Chinees en het Japans.
Searight was bevriend met de auteur van het Basic English, Charles Kay Ogden, die zijn boek Sona: an auxiliary neutral language in 1935 voor hem publiceerde en er een inleiding voor schreef. Lange tijd is dit boek het enige voorbeeld van de taal geweest. Tegenwoordig probeert een kleine groep mensen op het Internet de taal weer nieuw leven in te blazen.
De naam Sona betekent "neutrale taal" (van so "taal" en na "neutraal") in de taal zelf, maar werd mede gekozen vanwege de associatie met begrippen als sonority en sound.

## Grammatica
Er zijn 375 grondwoorden, die gebaseerd zijn op Rogets thesaurus: 360 wortels en 15 partikels. Nieuwe woorden en zinnen worden gevormd door grondwoorden te combineren: zo geven ra "man" en ko "kind" de samenstelling rako "jongen".
De taal is agglutinerend, maar vertoont ook kenmerken van een isolerende taal. De zinsbouw is SVO (onderwerp - werkwoord - lijdend voorwerp).
Het Sona gebruikt het Engelse alfabet met uitzondering van de w. De klinkers worden uitgesproken als in het Italiaans, behalve de y [ə]. De uitspraak van de medeklinkers is met uitzondering van de x [ʃ] en de c [tʃ] identiek aan die van het Engels.

## Voorbeeld
ranjosi jolen (het Onze Vader):
o paramie ha ci akahuma zia,
o hatu zi ha jo.
o ranmatu inru ha ge o cutu dani ha
po agama asi po akahuma.
don ha indiri mie diripana li mie,
ge vonalo ha mie zeda
asi mie vonalo zeda ana mie.
poua o tu ima ranma ge nine ge urone
panri ge ire. inyu ha.